# Castelmagno
Castelmagno is een gemeente in de Italiaanse provincie Cuneo (regio Piëmont) en telt 104 inwoners (31-12-2004). De oppervlakte bedraagt 48,8 km², de bevolkingsdichtheid is 2 inwoners per km².
De volgende frazioni maken deel uit van de gemeente: Campomolino, Chiappi, Chiotti, Colletto.

## Demografie
Castelmagno telt ongeveer 77 huishoudens. Het aantal inwoners daalde in de periode 1991-2001 met 28,2% volgens cijfers uit de tienjaarlijkse volkstellingen van ISTAT.
| Jaar | Inwoneraantal |
| ---- | ------------- |
| 1991 | 163           |
| 2001 | 117           |

## Geografie
De gemeente ligt op ongeveer 1150 m boven zeeniveau.
Castelmagno grenst aan de volgende gemeenten: Celle di Macra, Demonte, Dronero, Marmora, Monterosso Grana, Pradleves, San Damiano Macra.